# Ochyrocera cornuta
Ochyrocera cornuta là một loài nhện trong họ Ochyroceratidae. Loài này phân bố ở Brasil.